# Cymbachina albobrunnea
Cymbachina albobrunnea là một loài nhện trong họ Thomisidae.
Loài này thuộc chi Cymbachina. Cymbachina albobrunnea được Arthur T. Urquhart. miêu tả năm 1893.